# Тюрьмы России
Тюремная система России — формировавшаяся с древних времён система наказания преступников, впервые получившая законодательное оформление в XVI веке и пережившая реформирование в XVIII, XIX и XX веках. Основывалась на принципе отмщения от имени государства (кары).

## Эволюция закона
Тюремное заключение как вид наказания через лишение свободы без конкретизации сроков впервые установлено Иваном Грозным в Судебнике 1550 г. В это время имелось четыре вида мест заключения: государственные, монастырские (для обвинённых в религиозных преступлениях), боярские (знатные люди имели собственные тюремные дворы, где арестованных содержали в подвалах или ямниках) и местные (земские). И. Я. Фойницкий (Учение о наказании в связи с тюрьмоведением. — СПб.,1889) и В. В. Есипов (Очерк русского уголовного права. — Варшава, 1896.) отмечали, что изданная после Судебника Уставная книга Разбойного приказа предусматривала заключение: «до порук», «до смерти», «до указа». Смертная казнь грозила за 13 видов преступлений. А тюремное заключение могло применяться за взяточничество, ложное обвинение судей и в случае, если у приговорённого не было поручителей. Заключению предшествовала процедура публичного позора, когда преступника выставляли на поругание.
Первоначально главной заботой тюремщиков было обеспечить, чтобы арестованные не могли сбежать из тюрем, отмечал крупнейший российский правовед начала XX века Н. С. Таганцев.
В 1563 г. в Московском государстве вводится такой вид наказания, как ссылка, а 12 марта 1582 г. указом Ивана Грозного она приобретает статус уголовного наказания.
Первое упоминание о применении труда заключенных в России связано с устройством царских виноградников в Астрахани. За свою работу заключенные, кроме осужденных за «изменные» дела, получали в день 2-3 деньги́.
Соборное уложение 1649 г. определило задачу уголовного наказания как устрашение («под неистовым страхом наказания»), а также изоляцию арестантов и всеобщее остережение («чтоб другим не повадно было»). В нём впервые говорится о сроках тюремного наказания, однако условия содержания заключённых не определены и отданы на усмотрение тюремных смотрителей.
В 1715 г. Пётр I подписал Воинский артикул, предусматривавший помимо заточения в тюрьму наказание ссылкой на галеру и на каторгу, что позволяло использовать преступников как рабочую силу. Каторжные работы применялись за наиболее тяжкие преступления и подразумевали не только жёсткие условия содержания, так и принуждение к тяжёлому физическому труду. Каторжан использовали на Азове, Балтийском море, в Оренбурге, Петербурге на флоте, на заводах, мануфактурах, при возведении крепостей и гаваней.
В Морском уставе 1720 года была предусмотрен ещё один вид уголовного наказания: ссылка. Рассматривалось три её вида: в тюрьму, на поселение и на работы. Значимость ссылки на поселение возрастала по мере заселения окраин государства.
Ни Воинский артикул, ни Морской устав не регламентировал подробно нормы отправления таких видов наказания, как ссылка и каторжные работы. Практика использования принудительного труда арестантов для извлечения выгоды в то время была повсеместной: в Германии для этого служили смирительные дома, в Англии — работные дома, где к труду принуждались даже дети. В 1721 г. это пришло и в Россию: сводом правил Главного магистрата в ряде городов были учреждены смирительные дома для мужчин и прядильные дома для женщин, чтобы заключенные как минимум сами обеспечивали свое пропитание.
При этом вначале количество преступников, приговариваемых к тюремному заключению, было невелико: преимущественно применялись телесные наказания как первичная форма восстановления и защиты прав потерпевших, весьма жестокая и беспощадная в отношении осуждённых. В городах арестантов не обеспечивали казенным питанием, а выводили на площадь связанными или скованными по трое, и под присмотром надсмотрщика они собирали милостыню себе на пропитание.
После того, как в начале XIX века министр духовных дел и просвещения Александр Голицын обследовал несколько российских тюрем и пришёл к мысли об их реформировании, 10 июля 1819 года было создано «Общество попечительное о тюрьмах».
Первая систематизация законодательства о пенитенциарных учреждениях произошла в 1832 г., в Своде учреждений и уставов о содержащихся под стражею и о ссыльных. В этом документе законодатель постарался обособить в трёх разных разделах материальные, процессуальные и исполнительные нормы, создав базу для их развития в будущем.